# François Leleux
Pour les articles homonymes, voir Leleux.
François Leleux, né en juillet 1971 à Croix, est un hautboïste français aujourd'hui considéré comme un des grands de sa génération.

## Biographie
Il commence le hautbois dès l'âge de 7 ans au Conservatoire de Roubaix. Il rentre au Conservatoire national supérieur de musique de Paris à 14 ans seulement, où il obtient à l'unanimité les premiers prix de hautbois et de musique de chambre dans les classes de Pierre Pierlot et Maurice Bourgue. François Leleux est lauréat de nombreux concours internationaux tels que Munich, Prague, Trieste, Manchester, Toulon, ainsi que lauréat de la fondation européenne Juventus.
Leleux, en dehors de sa carrière internationale de soliste prend aussi part à la vie orchestrale. Étudiant au Conservatoire de Paris, il fait déjà partie de l'Orchestre national de France comme supplémentaire remplaçant et de l'Orchestre des Jeunes de la Communauté européenne sous la direction de Claudio Abbado. C'est à 18 ans que François Leleux remporte le concours de recrutement de premier hautbois solo dans l'Orchestre National de l'Opéra Bastille de Paris, sous la direction de Myung-Whun Chung, avant d'intégrer le même poste quatre ans plus tard au sein de l'Orchestre symphonique de la Radiodiffusion bavaroise de Munich, conduit par Lorin Maazel puis par Mariss Jansons. Professeur à la Musikhochschule de Munich, il est membre depuis 2003 de l'Orchestre de chambre d'Europe.
Mais François Leleux attache aussi de l'importance à la musique de chambre : il est d'ailleurs membre de l'octuor à vent Paris-Bastille, qui a remporté le premier prix international de la ville de Paris un mois seulement après sa création.
Au sein de l'ensemble Les Vents français, il effectue aussi des tournées internationales de concerts.
François Leleux est marié à la violoniste géorgienne Lisa Batiashvili.

## Enregistrements
- Richard Strauss: Concerto pour hautbois, Suite pour 13 instruments, Sony Classical, Swedish Radio Symphony Orchestra (Daniel Harding), Ensemble Paris-Bastille
- Récital Poulenc / Britten, Harmonia Mundi HMN 911556
- Bach, Concerto pour violon avec Viktoria Mullova, Philips 4466752
- 12 Fantaisies pour hautbois, Georg Philipp Telemann, Syrius - Syr 141318
- Bach : Concerto en fa majeur, Concerto en ré mineur, Double Concerto (Lisa Batiashvili, violon) Chamber Orchestra of Europe, hautbois et direction : François Leleux. Sony Classical 8-8697112742-3
- Récital Mozart, Britten, Dohnanyi avec Lisa Batiashvili, Lawrence Foster - Sony Classical
- Mozart, Œuvres pour hautbois etoOrchestre avec la "Camerata Salzburg" - Sony Classical
- "Laissez faire au voyage" avec l'ensemble Zellig - Compositeur Thierry Pécou - Intégral Distribution B00008LPA3
- Octuor à vent Paris-Bastille : Beethoven, Mozart / Harmonia Mundi B0000007 GE
- Intégrale Œuvres de chambre Francis Poulenc, BMG B00004VT43
- Nicolas Bacri : Notturno pour hautbois et Cantates - avec Xavier Delette et l'Orchestre Bayonne Côte Basque - Editeur "L'empreinte digitale" 0742495317026
- Louise Farrenc : Nonette pour vents, Études, Trios avec Brigitte Engerer (disque "Naïve")
- Le Charme du hautbois : Concerti de Marcello, Cimarosa, Bellini, Vivaldi, Pasculli, Gluck - Orchestre de chambre de Munich - Sony Classical/BR Klassik - 87254 05912 7
- Romances de Schumann - Fantasiestücke, avec Éric Le Sage (Alpha)
- Les Quatre Saisons : Concerti de Nicolas Bacri
- Haydn - Hummel : Prince Esterhazy Concertos avec Emmanuel Pahud et l'Orchestre de chambre de Munich - Sony Classical/BR Klassik. - 8 88750 09972 3
- Bach : CD Lisa Batiashvili : avec Orchestre de chambre de Munich - Concerto BWV1060R et "Erbarme dich, mein Gott" Deutsche Grammophon - Deutsche  Grammophon/BR Klassik- 0 28947 92479 1
- Michael Jarrell : Prisme, Incidences - Orchestre de la Suisse romande avec Pahud, Meyer, Kang, Formenti, Rophé - Aeon 3 760058 367520
- Mozart Concerto KV314 : Enregistrement public avec Colin Davis et le Symphonieorchester des Bayerischen Rundfunks - BR Symphonieorchester4 035519 007 109